# Kanton Seignanx
Der Kanton Seignanx ist seit 2015 ein französischer Wahlkreis im Arrondissement Dax, im Département Landes und in der Region Nouvelle-Aquitaine; sein Hauptort ist Saint-Martin-de-Seignanx. 

## Gemeinden
Der Kanton besteht aus acht Gemeinden mit insgesamt 29.658 Einwohnern (Stand: 1. Januar 2022) auf einer Gesamtfläche von 149,77 km²:
| Gemeinde                 | Einwohner 1. Januar 2022 | Fläche km² | Dichte Einw./km² | Code INSEE | Postleitzahl |
| ------------------------ | ------------------------ | ---------- | ---------------- | ---------- | ------------ |
| Biarrotte                | 350                      | 4,90       | 71               | 40042      | 40390        |
| Biaudos                  | 1.022                    | 15,59      | 66               | 40044      | 40390        |
| Ondres                   | 6.194                    | 15,13      | 409              | 40209      | 40440        |
| Saint-André-de-Seignanx  | 1.913                    | 19,49      | 98               | 40248      | 40390        |
| Saint-Barthélemy         | 421                      | 5,66       | 74               | 40251      | 40390        |
| Saint-Laurent-de-Gosse   | 735                      | 17,39      | 42               | 40268      | 40390        |
| Saint-Martin-de-Seignanx | 6.123                    | 45,35      | 135              | 40273      | 40390        |
| Tarnos                   | 12.900                   | 26,26      | 491              | 40312      | 40220        |
| Kanton Seignanx          | 29.658                   | 149,77     | 198              | 4015       | –            |